# Șerbeștii Vechi
Șerbeștii Vechi – wieś w Rumunii, w okręgu Gałacz, w gminie Șendreni. W 2011 roku liczyła 633 mieszkańców.